# Ivano Edalini
Ivano Edalini (* 20. August 1961 in Zug in der Schweiz) ist ein ehemaliger italienischer Skirennläufer.

## Biografie
Zum ersten Mal in die Weltcup-Punkteränge kam Edalini am 9. Februar 1982 beim Riesenslalom in Kirchberg in Tirol, wo er 14. wurde. Im Laufe seiner Karriere war der Slalom seine stärkste Disziplin. Hier erreichte er erstmals am 10. Dezember 1984 das Podium, als er in Sestriere Dritter wurde. Am gleichen Ort wiederholte er am 1. Dezember 1985 diese Platzierung. Am 6. Januar 1986 gewann Edalini mit dem Parallelslalom auf der Hohe-Wand-Wiese in Wien sein erstes Weltcuprennen (dieses zählte jedoch nur für den Nationencup). Sein zweiter und letzter Weltcupsieg gelang ihm am 16. Dezember 1986 beim traditionsreichen Slalom der 3-Tre-Rennen in Madonna di Campiglio vor Ingemar Stenmark.
Ivano Edalini beendete seine Karriere am 19. März 1988 mit einem 15. Rang im Slalom von Åre.

## Erfolge

### Weltmeisterschaften
- Bormio 1985: 9. Slalom, 12. Kombination
- Crans-Montana 1987: 12. Slalom

### Weltcup
- 9. Platz im Slalomweltcup: 1985, 1986
- 4 Podestplätze, davon 2 Siege:

| Datum             | Ort                  | Land       | Disziplin      |
| ----------------- | -------------------- | ---------- | -------------- |
| 6. Januar 1986    | Wien                 | Österreich | Parallelslalom |
| 16. Dezember 1986 | Madonna di Campiglio | Italien    | Slalom         |

### Italienische Meisterschaften
- italienischer Meister im Slalom 1983